# Arocephalus tianshanica
Arocephalus tianshanica är en insektsart som beskrevs av Dubovsky 1972. Arocephalus tianshanica ingår i släktet Arocephalus och familjen dvärgstritar. Inga underarter finns listade i Catalogue of Life.